# BLACK METEOr
BLACK METEOr（ブラックミーティア）は、日本の5人組男性アイドルグループ。
2022年3月にDIVA栄にて開催されたOUT PARTY IN NAGOYAでステージデビューした。略称はくろみ。運営会社および所属事務所は株式会社Enleach。

## 概要
2022年3月、4人組男性アイドルグループとして、OUT PARTY IN NAGOYAにてデビューを果たした。初期メンバーは、鏡リアム、鏡リアン、一ノ瀬きいち、黒沢れいの4人。その後同年、10月鏡リアンの脱退が発表され、3人体制での活動となる。2023年3月、BLACKMETEOr 1周年ライブ～100人達成できなければ解散～が名古屋レジェンドホールにて開催された。その後、同年6月に神代れん、9月に水樹利央が加入し、現在の5人体制となる。

## メンバー
| 名前                              | メンバーカラー | キャッチコピー/備考            |
| --------------------------------- | -------------- | ------------------------------ |
| 鏡 リアム （かがみ りあむ）       | 赤             |                                |
| 一ノ瀬 きいち （いちのせ きいち） | 白             |                                |
| 黒沢 れい （くろさわ れい）       | 紫             |                                |
| 神代 れん （かみしろ れん）       | 黒             |                                |
| 水樹 利央 （みずき りお）         | 青             |                                |
| 鏡 リアン （かがみ りあん）       | 緑             | 元メンバー。2022年10月に脱退。 |

## 作品

### シングル
| リリース日    | 曲名          | 販売形態         |
| ------------- | ------------- | ---------------- |
| 2022年3月13日 | 流星 （流星） | ライブ楽曲、配信 |